# 克莱图斯·斯普克勒
克莱图斯·德尔罗伊·斯普克勒（英語：Cletus Delroy Spuckler）是动画片《辛普森一家》中的角色，由漢克·阿扎里亞配音，克莱图斯是春田镇的居民，給其他人有鄉巴佬的刻板。常穿無袖T恤和藍色牛仔褲。
被選為第7名（前25名）IGN辛普森週邊商品角色。